# Arabic Typesetting
Arabic Typesetting est police de caractères arabe naskh créée par Mamoun Sakkal, Paul C. Nelson et John Hudson pour Microsoft en 2002. Elle est conçue principalement pour la production de livres ou documents imprimés. Elle est distribuée avec Microsoft Windows depuis Windows Vista en 2007. La police a reçu le prix d’excellence du TDC2 en 2003,.
Les caractères arabes ont été dessinés par Mamoun Sakkal, les caractères latins par John Hudson et Paul C. Nelson a programmé les fonctionnalités OpenType.